# Friburgo Olympic
El Benetton Fribourg Olympic es un equipo de baloncesto suizo con sede en la ciudad de Friburgo, que compite en la LNA, la primera división del baloncesto suizo. Disputa sus encuentros como local en la Salle Saint-Léonard, con capacidad para 2850 espectadores. Tiene a su academia de básquet jugando en la LNB, la segunda división.

## Posiciones en Liga
| Temporada | Nivel | Liga | Pos. | Res  | Resultado     | PO   | Copa de Suiza | Competiciones europeas | Competiciones europeas | Competiciones europeas |
| --------- | ----- | ---- | ---- | ---- | ------------- | ---- | ------------- | ---------------------- | ---------------------- | ---------------------- |
| 2007-08   | 1     | LNA  | 1    | 18-4 | Campeón       | 9-1  |               | Eurocup                | TR                     | 3-7                    |
| 2008-09   | 1     | LNA  | 2    | 16-5 | Semifinalista | 5-4  |               | Eurochallenge          | TR                     | 1-5                    |
| 2009-10   | 1     | LNA  | 3    | 21-9 | Finalista     | 7-4  |               |                        |                        |                        |
| 2010-11   | 1     | LNA  | 2    | 20-7 | Finalista     | 7-4  |               |                        |                        |                        |
| 2011-12   | 1     | LNA  | 4    | 17-7 | Semifinalista | 5-5  |               |                        |                        |                        |
| 2012-13   | 1     | LNA  | 2    | 20-6 | Semifinalista | 5-3  |               |                        |                        |                        |
| 2013–14   | 1     | LNA  | 2    | 20-8 | Finalista     | 4-5  |               | –                      | –                      | –                      |
| 2014–15   | 1     | LNA  | 4    | 5-5  | Semifinalista | 0-3  | Finalista     | –                      | –                      | –                      |
| 2015–16   | 1     | LNA  | 1    | 21-6 | Campeón       | 10-2 |               | –                      | –                      | –                      |
| 2016-17   | 1     | LNA  | 1    | 21-4 | Semifinalista | 4-3  |               |                        |                        |                        |
| 2017-18   | 1     | LNA  | 1    | 21-4 | Campeón       | 4-3  | Campeón       |                        |                        |                        |
| 2018-19   | 1     | LNA  | 1    | 22-3 | Campeón       | 9-0  | Campeón       | 3 Liga de Campeones    | TR                     | 3-11                   |
| 2019-20   | 1     | SBL  |      |      |               |      |               | 4 Copa Europea         | FG                     | 2-4                    |

### Plantilla 2013-2014
| N.º | Nombre            | Nacionalidad                                   | Puesto        |
| --- | ----------------- | ---------------------------------------------- | ------------- |
| 4   | Jonathan Kazadi   | Bandera de Suiza                               | Escolta       |
| 5   | Chris Uliwabo     | Bandera de Ruanda · Bandera de Suiza           | Base          |
| 12  | Ian Savoy         | Bandera de Suiza                               | Base          |
| 13  | Ron Yates         | Bandera de Estados Unidos · Bandera de Jamaica | Pívot         |
| 14  | Roberto Kovac     | Bandera de Suiza                               | Escolta       |
| 21  | Edwin Draughan    | Bandera de Estados Unidos                      | Alero         |
| 22  | Sebastian Hoch    | Bandera de Suiza                               | Alero         |
| 24  | Arnaud Cotture    | Bandera de Suiza                               | Ala-Pívot     |
| --  | Michael Anderson  | Bandera de Estados Unidos                      | Pívot         |
| --  | Slobodan Miljanic | Bandera de Montenegro                          | Ala-Pívot     |
| --  | Marko Kraljevic   | Bandera de Croacia · Bandera de Suiza          | Escolta-Alero |
| --  | Lucas Pythoud     | Bandera de Suiza                               | Base          |

## Palmarés
- Campeón Liga Nacional de Baloncesto de Suiza (1966, 1971, 1973, 1974, 1978, 1979, 1981, 1982, 1985, 1992, 1997, 1998, 1999, 2007, 2008, 2016, 2018, 2019, 2021, 2022, 2023, 2024)
- Campeón Copa Suiza (1967, 1976, 1978, 1997, 1998, 2007, 2016, 2018, 2019, 2022, 2023, 2024)
- Campeón Copa de la Liga (2007, 2008, 2009, 2010, 2018, 2020, 2022, 2024)
  - Subcampeón Liga Nacional de Baloncesto de Suiza (1965, 1967, 1968, 1969, 1972, 1976, 1977, 1983, 1989, 1994, 1995, 1996, 2002, 2003, 2004, 2010, 2011)
  - Subcampeón Copa Suiza (1993, 2014, 2021)
  - Subcampeón Copa de la Liga (2011, 2012, 2013)
  - Semifinales Liga Nacional de Baloncesto de Suiza (2006, 2009, 2012, 2013)
  - Semifinales Copa Suiza (2010, 2011, 2013)
  - Cuartos de final FIBA EuroChallenge (2005)

### Personas emblemáticas del Club
- Harold Mrazek
- Patrick Koller
- Michel Alt
- Marcel Dousse
- Kelvin Hicks
- Billy Ray Bates
- Olivier Chiquet "Chicken"
- Norris Bell
- John Best
- Duško Ivanović
- Dave Esterkamp
- Pascal Perrier-David